# Joanna Fiodorow
Joanna Fiodorow (Augustów, 4 de marzo de 1989) es una deportista polaca que compite en atletismo, especialista en la prueba de lanzamiento de martillo.
Ganó una medalla de plata en el Campeonato Mundial de Atletismo de 2019 y dos medallas de bronce en el Campeonato Europeo de Atletismo, en los años 2014 y 2018.
Participó en tres Juegos Olímpicos de Verano, entre los años 2012 y 2020, ocupando el séptimo lugar en Londres 2012 y en Tokio 2020, en el lanzamiento de martillo.

## Palmarés internacional
| Campeonato Mundial | Campeonato Mundial | Campeonato Mundial | Campeonato Mundial |
| Año                | Lugar              | Medalla            | Prueba             |
| ------------------ | ------------------ | ------------------ | ------------------ |
| 2019               | Doha (Catar)       | Medalla de plata   | Martillo           |
| Campeonato Europeo |                    |                    |                    |
| Año                | Lugar              | Medalla            | Prueba             |
| 2014               | Zúrich (Suiza)     | Medalla de bronce  | Martillo           |
| 2018               | Berlín (Alemania)  | Medalla de bronce  | Martillo           |